# DeepSeek
DeepSeek (спрощ.: 深度求索; піньїнь: Shēndù Qiúsuǒ) — китайська компанія в галузі штучного інтелекту, яка розробляє великі мовні моделі (Large Language Model, LLM) з відкритим кодом. За офіційними даними, фінансується китайським гедж-фондом High-Flyer і базується в місті Ханчжоу, провінція Чжецзян, КНР.
Рівень відповідей моделі R1, розробленої DeepSeek, знаходиться на такому ж рівні, як інші сучасні LLM, наприклад як GPT-4o та o1 від компанії OpenAI, при цьому заявлено, що навчання моделі коштує значно менше — 6 мільйонів доларів США порівняно зі 100 мільйонами доларів для GPT-4 OpenAI у 2023 році — і вимагає в десять разів менше обчислювальної потужності. Навчання моделей DeepSeek відбувалось на тлі санкцій США, які забороняли постачання чіпів Nvidia до Китаю з метою обмежити здатність країни розробляти передові системи штучного інтелекту.
10 січня 2025 року DeepSeek представила безкоштовний чат-бот на основі моделі DeepSeek-R1 для iOS та Android; до 27 січня DeepSeek-R1 обігнав ChatGPT, ставши найбільш завантажуваним безкоштовним додатком в iOS App Store у США, що призвело до падіння ціни акцій Nvidia на 18 %. Успіх DeepSeek у конкуренції з більшими та відомішими аналогами був описаний як «переворот у сфері штучного інтелекту», що став «першим пострілом у тому, що переростає в глобальну гонитву у сфері ШІ», і відкриває «нову еру ШІ з „балансуванням на межі“».
DeepSeek публікує свої алгоритми, моделі та деталі навчання під відкритою ліцензією. Повідомляється, що компанія набирає молодих дослідників штучного інтелекту з провідних китайських університетів і наймає людей за межами сфери комп'ютерних наук, щоб урізноманітнити знання та здібності при розробці своїх моделей.
Моделі штучного інтелекту DeepSeek можна розглядати як значний крок до розвитку передових технологій у країнах Азії, допомагаючи утримувати таланти та зменшуючи відтік мізків із таких країн, як Індія та Китай.

## Історія
В 2015 році три випускники Чжецзянського університету, які з часів глобальної фінансової кризи 2008 року цікавились торгівлею акціями, заснували компанію High-Flyer, яка використовувала для торгівлі машинне навчання.
До 2019 року High-Flyer перетворився на гедж-фонд, зосереджений на розробці та використанні штучного інтелекту в алгоритмах торгівлі. До 2021 року High-Flyer використовував у торгівлі виключно ШІ, при цьому часто працюючи з чіпами Nvidia.
У 2021 році High-Flyer почав накопичувати графічні процесори Nvidia для проєкту з ШІ. Як стверджує китайське медіа 36Kr, до моменту, коли уряд США наклав обмеження на постачання графічних процесорів до КНР, компанія встигла накопичити запас із 10 000 графічних процесорів Nvidia A100, що використовувались для навчання ШІ.
У квітні 2023 року High-Flyer заснував лабораторію штучного інтелекту, присвячену розробці ШІ-інструментів окремо від фінансового бізнесу High-Flyer. У травні 2023 року за участю High-Flyer як одного з інвесторів лабораторія перетворилась на окрему компанію DeepSeek.
Після випуску моделі DeepSeek-V2 у травні 2024 року, яка пропонувала високу продуктивність за низьку ціну, компанія DeepSeek стала відомою як каталізатор війни цін на ШІ-моделі в КНР. Великі китайські технологічні гіганти, такі як ByteDance, Tencent, Baidu та Alibaba почали знижувати ціни на свої моделі, щоб конкурувати з компанією. Незважаючи на низьку ціну, встановлену DeepSeek, компанія була прибутковою, в той час як конкуренти втрачали гроші.
DeepSeek не має детальних планів комерціалізації; це дозволяє її технологіям уникати найсуворіших китайських обмежень щодо ШІ, зокрема вимоги, щоб споживацькі інформаційні продукти відповідали урядовому контролю над інформацією.
Китайська газета South China Morning Post пише, що у DeepSeek при наймі надають перевагу технічним здібностям кандидата, а не його досвіду роботи, в результаті чого більшість нових наймів є або нещодавними випускниками університетів, або розробниками, чия кар'єра в області штучного інтелекту менш відома.

## Випуски

### DeepSeek LLM
2 листопада 2023 року DeepSeek представила свою першу модель, DeepSeek Coder, доступну безкоштовно. Код моделі було опубліковано під відкритою ліцензією MIT.
29 листопада 2023 року DeepSeek випустила модель DeepSeek LLM, розроблену як конкурент іншим доступним мовним моделям і з продуктивністю, що наближалась до GPT-4. Однак компанія зіткнулася з проблемами обчислювальної ефективності та масштабованості продукту. Також була випущена версія чат-бота моделі під назвою DeepSeek Chat.

### V2
У травні 2024 року було випущено DeepSeek-V2. Financial Times повідомила, що він дешевше аналогів, пропонуючи ціну в два юаня за кожен мільйон токенів. В рейтингу великих мовних моделей Tiger Lab від університету Ватерлоо DeepSeek-V2 посів сьоме місце.

### V3
У грудні 2024 року було запущено DeepSeek-V3. Порівняльні тести показали, що модель перевершила Llama 3.1 і Qwen 2.5, водночас зрівнявшись із GPT-4o та Claude 3.5 Sonnet. Розвиток DeepSeek в умовах порівняно невеликої кількості ресурсів підкреслив потенційну обмеженість санкцій США щодо розвитку штучного інтелекту в КНР. Газета The Hill порівняла реліз DeepSeek-V3 з «супутниковою кризою».

### R1
20 січня 2025 року вийшли версії DeepSeek-R1 і DeepSeek-R1-Zero, що базуються на оптимізованій версії V3. За результатами перших тестів, при виконанні певних завдань з математики, хімії та програмування продуктивність R1 перебуває на одному рівні з OpenAI o1. Ця безоплатна opensource модель ШІ, в останні вихідні січня 2025 року стала топовим застосунком в рейтингу App Store, що призвело до падіння цін на акції технологічних компаній інших країн. Вебверсія підтримує тільки китайську та англійську мови інтерфейсу. Мобільний застосунок повністю перекладено українською.

### Janus
27 січня 2025 DeepSeek представила модель Janus Pro — генеративну модель для генерування зображень.

## Цензура
Коли популярність DeepSeek різко зросла в січні 2025 року, користувачі зауважили, що версія R1 використовує механізми цензури для тем, які стосуються політики Китайської Народної Республіки. Наприклад, модель відмовляється відповідати на запитання про події на площі Тяньаньмень 1989 року, переслідування уйгурів або становище прав людини в Китаї. Іноді ШІ додає прокитайські коментарі. Наприклад, на запитання хто такий далай-лама, дає правильне визначення, доповнюючи його словами, що Тибет «невіддільна частина Китаю зі стародавніх часів».
У січні 2025 року західним дослідникам вдалося змусити DeepSeek дати точні відповіді на деякі з цих тем шляхом уточнення поставленого запитання. Наприклад, якщо попросити дати відповідь, де літери замінені на візуально схожі цифри (як 4 і A, див. Leet), то ШІ покаже нецензурований текст.

## Заборона

### Італія
У січні 2025 року Італійський Орган із захисту персональних даних терміново обмежив обробку даних італійських користувачів у DeepSeek через можливий витік даних.

### Тайвань
У лютому 2025 року Тайвань заборонив державним установам і постачальникам послуг критичної інфраструктури використовувати технології DeepSeek.

### Південна Корея
У лютому 2025 року Південна Корея заборонила нові завантаження китайського чат-бота DeepSeek AI через занепокоєння щодо захисту персональних даних. Цей крок викликаний висновками місцевої Комісії із захисту персональної інформації, яка вимагає внесення змін для відповідності національним законам.